# El Semis de Coaner
El Semis de Coaner és una masia del municipi de Sant Mateu de Bages (Bages) inclosa en l'Inventari del Patrimoni Arquitectònic de Catalunya.

## Descripció
Es tracta d'un edifici civil. Masia constituïda per un enorme cos central de tres pisos. L'edifici té una part més antiga que és bàsicament el celler i la part més estreta de la casa on hi ha el portal d'accés (lateral), adovellat i amb un gros finestral tapiat a sobre. La casa va ser engrandida en el s.XVI i posteriorment en el XVIII (1708). La coberta del primer pis està feta amb volta i la dels altres és de llinda.

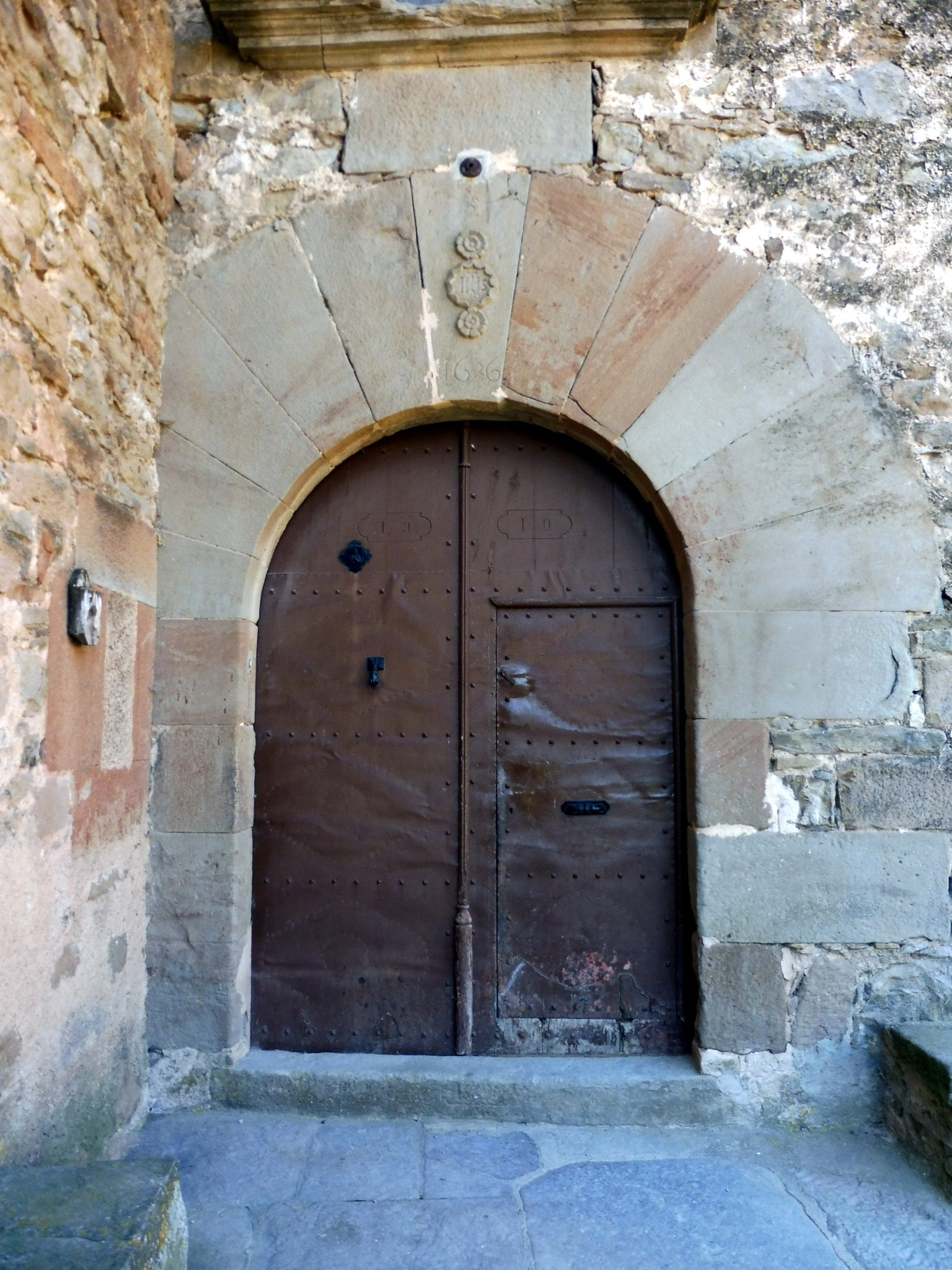
Portal

Enfront lde a casa hi ha una sèrie d'edificis tots ells destinats a guardar utillatge i granja. Un gors caseriu, situat a l'esquerra de la casa, avui en dia graner li fa costat.

## Història
La casa ja consta en un document del 1117 amb relació a una donació del monestir de Ripoll. El citat document es guarda en la casa, i fins ara no s'ha pogut esbrinar exactament la relació que hi havia amb el citat monestir.